# Onychoglomeris fagi
Onychoglomeris fagi är en mångfotingart som beskrevs av Karl Wilhelm Verhoeff 1930. Onychoglomeris fagi ingår i släktet Onychoglomeris och familjen klotdubbelfotingar. Inga underarter finns listade i Catalogue of Life.